# Xanthopan morganii
Xanthopan morganii (лат.) — африканский вид ночных бабочек из семейства бражников. Является бабочкой с самым длинным хоботком, длина которого достигает 22,5 см.

## Описание
Длина переднего крыла 53—65 мм. Размах крыльев 100—130 мм. Самки отличаются более длинными и широкими крыльями. Передние крылья и тело покрыты пятнами, цвет которых варьирует от желтовато-коричневого до зеленоватого. Пятна располагаются по бокам брюшка. Окраска задних крыльев тёмная с двумя жёлтыми пятнами у основания крыльев, разделенными тёмной полоской.
Хоботок достигает длины до 22,5 см и является самым длинным среди всех представителей отряда чешуекрылых.

## Предсказание и история открытия
Чарльз Дарвин в своей книге «О приспособлениях орхидных к оплодотворению насекомыми», вышедшей в 1862 году, изучал присланный ему с Мадагаскара цветок орхидеи вида Angraecum sesquipedale. Дарвин обратил внимание на очень длинный шпорец цветка длиной около 30 см с нектаром на самом дне. Он высказал предположение о существовании у данного вида орхидей своего особого опылителя, скорее всего крупной ночной бабочки из семейства бражников с соответствующей шпорцу длиной хоботка. Однако на то время учёным не были известны бабочки с таким длинным хоботком.
В 1867—1871 годах Альфред Рассел Уоллес придерживался точки зрения Дарвина, описывая в своих работах тот факт, как орхидея могла совместно развиваться с опыляющим её видом бабочек.
И лишь 40 лет спустя, в 1903 году на Мадагаскаре была обнаружена и описана Уолтером Ротшильдом и Карлом Йорданом такая бабочка. В дань уважения к предсказанию Дарвина она была названа как подвид Xanthopan morganii praedicta (лат. praedicta = предсказанная).

## Ареал
Вид широко распространён в тёплых прибрежных районах Африки и наиболее часто встречается в Мозамбике, Малави и Зимбабве. Также встречается в тропических и субтропических районах дальше в глубь континента.
Также широко распространён на Мадагаскаре, где первоначально был описан как подвид Xanthopan morgani praedicta, однако позже выяснилось, что он идентичен бабочкам с материка.

## Кормовые растения гусениц
Гусеницы Xanthopan morganii питаются на Annona senegalensis, Hexalobus crispiflorus, Uvaria, Ibaria и Xylopia.